# Buccaneer Archipelago
De Buccaneer Archipel (Engels: Buccaneer Archipelago) is een eilandengroep voor de noordkust van West-Australië nabij Derby in de regio Kimberley.

## Geschiedenis
Ten tijde van de Europese kolonisatie leefden de Djaui, Umede, Jaudjibaia en Ongkarango Aborigines op de eilanden van de archipel. Op sommige eilanden zijn rotstekeningen te vinden.
De Kaapvaarder William Dampier bezocht de archipel in 1688. Toen Phillip Parker King op 20 augustus 1821 er de kustwateren verkende, noemde hij de eilandengroep Buccaneer Archipel naar het schip van William Dampier. Aan de kust kunnen zeer grote getijdenverschillen optreden, die soms wel 12 meter kunnen bedragen.Eind 19e eeuw verloren hierdoor veel parelduikers het leven.

### Mijnbouw
Begin jaren 1950 begon men op Cockatoo en Koolan Island met de winning van ijzererts. Op Cockatoo Island werd de ontginning in 1986 stop gezet en op Koolan Island in 1992. In de late jaren 1990 werd op Cockatoo Island de ontginning weer opgestart. In juni 2006 meldde Aztec Resources dat het de winning van ijzererts op Koolan Island weer zou hervatten, nadat het in april dat jaar met de Dambima-Ngardi Aborigines een overeenkomst had gesloten. Aztec Resources werd door Mount Gibson Iron Limited overgenomen en in 2007 werden de ontginningsactiviteiten voortgezet. Dit geschiedde in een 2 kilometer lange mijngang op 100 meter onder de zeespiegel. In 2018 stortte een waterkerende wand in, waardoor de mijn volliep met zeewater en men die na herstel van de kering moest leeg pompen.
In de 21e eeuw worden sommige eilanden bedreigd door gas- en olie-exploitatie. Organisaties als 'Environs Kimberley' en 'The Kimberley – Like Nowhere Else' lobbyen om de archipel in een beschermd reservaat (een marine park) onder te brengen en dat in samenwerking met de Worrorra, Mayala en Bardi Jawi Aborigines te besturen.

### Marine parken
In december 2020 werd een belangrijke stap gezet in de vorming van marine parken in de archipel. Door de overheid en de inheemse bevolking onderhandelde plannen voor gezamenlijk beheer werden aan de bevolking om commentaar voorgelegd. De plannen maken deel uit van een initiatief van de regering McGowan om tegen 2024 meer dan vijftigduizend vierkante kilometer bijkomende nationale en marineparken in West-Australië te creëren.

## Beschrijving
De archipel beslaat ongeveer 50 km² en is gelegen aan de ingang van de baai King Sound. Hij bestaat uit meer dan 800, meestal rotsachtige, eilanden. De rotsen waar de eilanden en de nabije kuststrook uit bestaan zijn meer dan 2 miljard jaar oud. Ze bestaan uit zandsteen uit het Precambrium.
De eilanden zijn ontstaan door het stijgen van de zeespiegel. Door geïsoleerde ligging en dikwijls steile kliffen zijn flora en fauna op de meeste eilanden nog ongerept. Op vochtige plaatsen groeit wat regenwoud en op plaatsen waar zich sediment ophoopt vindt men mangroven.

## Eilanden (selectie)
| Eiland            | Grootte  | Locatie                            |
| ----------------- | -------- | ---------------------------------- |
| Admiral Island    |          | 16° 4′ ZB, 123° 24′ OL             |
| Bathurst Island   |          | 16° 3′ ZB, 123° 32′ OL             |
| Bedford Islands   |          | 16° 9′ ZB, 123° 20′ OL             |
| Bruen Island      |          | 16° 4′ ZB, 123° 23′ OL             |
| Byron Island      |          | 16° 10′ ZB, 123° 27′ OL            |
| Caffarelli Island | 2,12 km² | 16° 3′ ZB, 123° 17′ OL (vuurtoren) |
| Cleft Island      |          | 16° 2′ ZB, 123° 21′ OL             |
| Cockatoo Island   |          | 16° 6′ ZB, 123° 37′ OL             |
| Fraser Island     |          | 16° 3′ ZB, 123° 22′ OL             |
| Goat Island       |          |                                    |
| Hidden Island     | 19,7 km² | 16° 14′ ZB, 123° 28′ OL            |
| Irvine Island     | 9 km²    | 16° 5′ ZB, 123° 32′ OL             |
| King Hall Island  |          | 16° 5′ ZB, 123° 24′ OL             |
| Koolan Island     | 27,1 km² | 16° 8′ ZB, 123° 44′ OL             |
| Long Island       | 11 km²   | 16° 34′ ZB, 123° 22′ OL            |
| Longitude Island  |          | 16° 4′ ZB, 123° 24′ OL             |
| Powerful Island   |          | 16° 6′ ZB, 123° 26′ OL             |
| Sunday Island     | 13,3 km² | 16° 24′ ZB, 123° 11′ OL            |